# Dolne Pole (województwo mazowieckie)
Dolne Pole – wieś w Polsce położona w województwie mazowieckim, w powiecie sokołowskim, w gminie Sokołów Podlaski. Ma status sołectwa.
| SIMC    | Nazwa              | Rodzaj    |
| ------- | ------------------ | --------- |
| 0688746 | Dolne Pole-Kolonia | część wsi |

Wieś duchowna Dalnepole położona była w 1795 roku w ziemi drohickiej województwa podlaskiego. W latach 1975–1998 miejscowość administracyjnie należała do województwa siedleckiego.
Wierni kościoła rzymskokatolickiego należą do parafii św. Jana Chrzciciela w Czerwonce Grochowskiej